# V Klucz Kominowy (Kos)
V Klucz Kominowy (Kos) – polska jednostka lotnicza utworzona we Francji w maju 1940 jako pododdział  Polskich Sił Powietrznych.

## Formowanie i walki
Klucz sformowany został w połowie maja z grupy pilotów, którzy ukończyli właśnie szkolenie w Szkole Myśliwskiej w Avord koło Bourges. Na dowódcę wyznaczony został kpt. Bronisław Kosiński. Poza dowódcą w jego składzie znalazło się sześciu pilotów i trzynaście osób personelu naziemnego. Jednostka stacjonowała w Bourges z zadaniem powietrznej ochrony zakładów lotniczych Hanriot (SNCAC). Klucz dysponował samolotami Curtiss P-36 Hawk.
24 maja klucz wykonywał swoje pierwsze zadanie bojowe. Zakończyło się ono potwierdzonym jednym zestrzeleniem i dwoma uszkodzeniami maszyn niemieckich. 

Klucz  do 17 czerwca wykonał około trzydziestu zadań bojowych, uzyskując trzy i dwie piąte zestrzeleń oraz trzy i trzy piąte uszkodzeń maszyn przeciwnika. Po upadku Francji piloci przelecieli do Algierii, później zaś drogą morską dotarli do Wielkiej Brytanii.

## Żołnierze klucza
Piloci
- kpt. Bronisław Kosiński – dowódca
- por. Zbigniew Moszyński
- plut. Władysław Majchrzyk
- kpr. Wacław Giermer
- kpr. Jan Kremski
- kpr. Adolf Pietrasiak